# Spathiostemon javensis
Spathiostemon javensis là một loài thực vật có hoa trong họ Đại kích. Loài này được Blume miêu tả khoa học đầu tiên năm 1826.